# Billy Elliot (Musical)
Billy Elliot ist ein Musical, das auf dem gleichnamigen Film Billy Elliot – I Will Dance aus dem Jahr 2000 basiert. Von Mai 2005 bis April 2016 lief das Musical im Londoner Victoria Palace Theatre und ist damit eines der erfolgreichsten Musicals in der Geschichte des Londoner West End. Aufgrund des großen Erfolgs und zahlreicher Auszeichnungen wurde das Stück auch erfolgreich am New Yorker Broadway und an weiteren Orten übernommen, wo es ebenfalls zahlreiche Auszeichnungen erlangte. Die Musik stammt von Elton John, Buch und Liedtexte schrieb Lee Hall, der auch schon das Drehbuch des Films verfasste.
Das Musical handelt von dem 11-jährigen Billy Elliot, der in schwierigen Verhältnissen aufwächst und seine Liebe zum Ballett entdeckt. Es spielt vor dem Hintergrund der Bergarbeiter-Streiks in England der Jahre 1984/85.

## Handlung
1. Akt
Im County Durham des Jahres 1984 beginnt gerade der Streik der Bergarbeiter. Der 11-jährige Billy, der nach dem Tod seiner Mutter mit seinem Vater, seinem älteren Bruder und seiner Großmutter zusammen lebt, nimmt auf Wunsch seines Vaters Boxstunden, die ihm jedoch keinen Spaß bereiten. Als er eines Tages nach dem Boxtraining noch im Gemeindezentrum bleibt, sieht er die Ballettklasse von Mrs. Wilkinson. Obwohl dort nur Mädchen sind, beginnt Billy mitzutanzen. Da er am Ende der Stunde nicht die Gebühr von 50 Pence zahlen kann, soll er dies beim nächsten Mal nachholen.
Während sein Vater, sein älterer Bruder und zahlreiche Nachbarn mit dem Streik beschäftigt sind und immer wieder mit der Polizei aneinandergeraten, hat Billy das Boxen aufgegeben und nimmt nun regelmäßig Ballettunterricht bei Mrs. Wilkinson, was er jedoch vor seiner Familie verheimlicht. Auch seiner Großmutter, der das Tanzen in ihrer schweren Ehe viel bedeutet hat, erzählt er nichts davon.
Nachdem sein Vater entdeckt hat, dass Billy Ballettunterricht nimmt, verbietet er ihm die weitere Teilnahme. Mrs. Wilkinson, die längst Billys großes Potential erkannt hat, möchte jedoch, dass er sich bei der Royal Ballet School in London bewirbt und bietet ihm sogar kostenlosen Privatunterricht an. Da Billy nicht weiß, wie er sich entscheiden soll, besucht er seinen besten Freund Michael, um ihn um Rat zu fragen. Als er bei Michael ankommt, trifft er diesen in Frauenkleidern von dessen älterer Schwester an. Zunächst ist Billy ein wenig schockiert, aber Michael erklärt ihm, dass nichts Schlimmes am Tragen von Frauenkleidern ist und dass dies für ihn eine Möglichkeit ist, sich auszudrücken und gegen die prüden Regeln der Gesellschaft zu rebellieren. Schließlich legt Billy seine Scheu ab, und es ist ihm egal, dass sein bester Freund Frauenkleider trägt.
Zur ersten Privatstunde bei Mrs. Wilkinson bringt Billy einen Brief seiner verstorbenen Mutter mit, in dem diese ihn ermutigt, immer an sich zu glauben und sich selbst treu zu bleiben. Im Laufe des Unterrichts bei Mrs. Wilkinson entwickelt sich eine innige Freundschaft zwischen den beiden. Währenddessen wird der Kampf zwischen den Streikenden und der Polizei immer härter, und es fällt Billys Vater und Bruder immer schwerer, vom Streikgeld die Familie zu ernähren.
Als Billy mit Mrs. Wilkinson zur Audition für die Aufnahme in die Royal Ballett School fahren soll, erscheint er jedoch nicht. Daraufhin fährt sie zu Billy nach Hause und sieht dort, dass Billys Bruder im Kampf mit der Polizei verletzt wurde. Sie erzählt Billys Familie vom Privatunterricht und der Audition, was Billys Vater und seinen Bruder sehr wütend macht.
Billy bittet seinen Vater, weiterhin tanzen zu dürfen, und sagt ihm, dass seine verstorbene Mutter ihm das erlaubt hätte, wenn sie noch lebte. Doch sein Vater verbietet Billy nun endgültig das Tanzen. Billy ist wütend über diese Entscheidung und reagiert sich in einem wilden Tanz ab, während es wieder zu Zusammenstößen zwischen Polizei und Streikenden kommt.
2. Akt
Sechs Monate sind vergangen. Bei der jährlichen Weihnachtsfeier im Gemeindezentrum machen sich die Gemeindemitglieder voll bitterem Sarkasmus über die Premierministerin Margaret Thatcher lustig, deren Politik sie als das Übel der sozialen Probleme im ganzen Land ansehen. Als der Abend fortschreitet und Billys Vater betrunken ein altes Lied anstimmt, das ihn an seine verstorbene Frau erinnert, bricht er schließlich in Tränen aus und verlässt die Feier.
Als am Ende des Abends Billy und sein Freund Michael alleine im Gemeindezentrum zurückbleiben, gesteht Michael Billy, dass er in ihn verliebt ist. Doch Billy erklärt ihm, dass er nicht schwul sei, nur weil er Ballett tanze. Dennoch gibt Michael Billy einen Kuss auf die Wange und bittet ihn, ihm etwas vorzutanzen, was Billy jedoch ablehnt, da es ihn immer noch traurig macht, nicht mehr am Ballettunterricht teilnehmen zu dürfen.
Als Michael ihn alleine lässt, träumt Billy davon, ein erwachsener Tänzer zu sein und beginnt zum ersten Mal seit Monaten, wieder zu tanzen. Als plötzlich sein Vater erscheint und Billy beim Tanzen beobachtet, ist er erstaunt von der Qualität und gerührt von Billys Talent. Er beginnt seine Meinung zu überdenken, da er eine Chance auf ein besseres Leben für seinen Sohn erkennt. Er besucht Mrs. Wilkinson, um sie zu fragen, ob Billy wirklich als Tänzer erfolgreich sein und so der harten Arbeit als Bergarbeiter und dem Leben in Armut entfliehen könnte. Mrs. Wilkinson bestätigt ihm Billys Talent und bietet ihm an, die Fahrt nach London zu bezahlen. Doch Billys Vater ist zu stolz, dieses Angebot anzunehmen und lehnt ab.
Um Billy die Chance der Aufnahmeprüfung an der Ballettschule zu ermöglichen und die Reise nach London bezahlen zu können, beschließt sein Vater, wieder zu arbeiten und wird zum Streikbrecher. Als Billys älterer Bruder dies mitbekommt, wird er wütend auf seinen Vater und die beiden streiten sich darüber, was wichtiger sei: die Einheit der Arbeiter oder Billys Zukunft und dessen Chance auf ein besseres Leben. Im Verlauf des Streits bekommt Billy versehentlich einen Schlag ab. Als die anderen Bergarbeiter dies sehen, beginnen sie Geld für Billys Reise nach London zu sammeln, doch es kommt nicht genug zusammen. Ein anderer Streikbrecher bietet das restliche Geld an, doch Billys älterer Bruder lehnt wütend ab. Zum Wohl seines Sohnes vergisst Billys Vater jedoch seinen Stolz und nimmt schließlich das Geld an.
In London angekommen, muss Billy bei der Aufnahmeprüfung vortanzen. Während sein Vater draußen wartet, erzählt ihm ein anderer Tänzer, dass sein Vater ihn nie unterstützt habe und wie wichtig es sei, dass die Familie hinter Billy stehe. Nach dem Vortanzen hat Billy das Gefühl, nicht überzeugt zu haben. Als ein anderer Junge ihn trösten will, lässt Billy seine Wut an ihm aus und schlägt ihn. Als die Lehrer dies erfahren, betonen sie, solches Verhalten nicht zu tolerieren und erinnern Billy an die harten Standards der Schule. Aufgrund eines Briefs von Mrs. Wilkinson, in dem diese Billys schwierige Verhältnisse erklärt und sein großes Talent lobt, fordern sie Billy auf, ihnen zu erklären, was Tanzen ihm bedeutet und was er beim Tanzen empfindet.
Zurück in Durham geht das Leben seinen gewohnten Gang weiter. Mittlerweile sind die Bergarbeiter darauf angewiesen, in einer Suppenküche eine warme Mahlzeit zu bekommen. Als schließlich der langersehnte Brief aus London eintrifft, wartet die ganze Familie gespannt auf Billy, um zu erfahren, ob er die Aufnahmeprüfung geschafft habe. Und tatsächlich – Billy ist an der Schule angenommen. Zur gleichen Zeit gibt die Gewerkschaft den Streik auf; die Bergarbeiter haben verloren.
Vor seiner Abreise nach London besucht Billy Mrs. Wilkinson, um sich bei ihr für alles, was sie für ihn getan hat, zu bedanken. Als die Arbeiter wieder zur Arbeit gehen, verabschiedet sich Billy auch von ihnen und von seiner Familie. In einem einsamen Moment spricht Billy zu seiner toten Mutter, um ihr einen Brief vorzulesen, den er ihr als Antwort auf ihren Brief geschrieben hat.
Als Billy die Stadt verlässt, erscheint der traurige Michael, um sich von seinem besten Freund zu verabschieden. Als er Billy hinterherruft, lässt dieser seinen Koffer fallen und rennt zurück zu Michael, um ihm einen Kuss auf die Wange zu geben. Schließlich geht Billy alleine seiner Zukunft entgegen.

## Musiktitel
Die Original-Instrumentierung der Londoner Produktion ist auf ein Orchester mit 17 Musikern angelegt, wobei die meisten Musiker mehrere Instrumente übernehmen. Bei Tournee-Produktionen wird häufig ein kleineres Orchester verwendet.
1. Akt
- „The Stars Look Down“ – Ensemble
- „Shine“ – Mrs. Wilkinson, Billy, Ballett-Mädchen und Mr. Braithwaite
- „Grandma's Song“ – Großmutter
- „Solidarity“ – Billy, Mrs. Wilkinson, Ballett-Mädchen, Minenarbeiter und Polizisten
- „Expressing Yourself“ – Billy und Michael
- „The Letter (Mum's Letter)“ – Mrs. Wilkinson, Billy und seine Mutter
- „Born to Boogie“ – Mrs. Wilkinson, Billy und Mr. Braithwaite
- „Angry Dance“ – Billy & männliches Ensemble

2. Akt
- „Merry Christmas, Maggie Thatcher“ – Ensemble
- „Deep Into the Ground“ – Jackie
- „Swan Lake“ – Billy und Erwachsener Billy
- „He Could Be a Star“ – Jackie und Tony („He Could Go and He Could Shine“ in US-Produktionen)
- „Electricity“ – Billy
- „Once We Were Kings“ – Ensemble
- „The Letter (Billy's Reply)“ – Billy und seine Mutter
- Finale – Ensemble

## Aufführungen
- 11. Mai 2005 (Previews ab 31. März 2005) – 9. April 2016: Victoria Palace Theatre, London, England
- 13. November 2007 – 9. November 2008: Capitol Theatre, Sydney, Australien
- 13. November 2008 (Previews ab 1. Oktober 2008) – 8. Januar 2012: Imperial Theatre, New York, USA (insgesamt 1.312 Vorstellungen und 40 Previews)
- 13. Dezember 2008 – 14. Juni 2009: Her Majesty’s Theatre, Melbourne, Australien
- 14. August 2010 (Previews ab 10. August 2010) – 27. Februar 2011: LG Arts Center, Seoul, Südkorea (erste nicht englischsprachige Aufführung des Musicals)
- 30. November 2014 (Previews ab 6. November 2014) – 7. November 2015: Circustheater, Scheveningen, Niederlande
- 24. Februar 2016 – 23. Juli 2017: UK National Tour
- 28. Juni 2017 – 23. Juli 2017: Mehr!-Theater am Großmarkt, Hamburg, Deutschland (deutsche Station der englischen Tournee-Produktion)[1]
- Am 1. November 2024 feierte die deutschsprachige Erstaufführung in Zürich Premiere (mit Previews vom 23. bis 31. Oktober 2024). Das Stück wurde bis 15. Juni 2025 in der MAAG Halle gespielt und soll ab 24. Oktober wiederaufgenommen werden.[2][3]

und zahlreiche weitere Produktionen, unter anderem in Dänemark, Estland, Italien, Ungarn und Israel.

## Auszeichnungen und Kritiken
Die Londoner Produktion wurde im Jahr 2006 für neun Laurence Olivier Awards nominiert, wovon vier gewonnen wurden, u. a. die Auszeichnung als Best New Musical. Im Jahr 2013 erhielt das Musical abermals einen Laurence Olivier Award: den Publikumspreis als beliebteste Show.
Die Broadway-Produktion erhielt im Jahr 2009 zehn Tony Awards und ebenfalls zehn Drama Desk Awards, wobei in beiden Fällen auch die Auszeichnung als Bestes Musical dabei war. Mit insgesamt 15 Nominierungen für Tony Awards gehört das Stück zu insgesamt zwei Stücken mit der jemals höchsten Anzahl an Nominierungen. Daneben gab es zahlreiche weitere Auszeichnungen, wie mehrere Outer Critics Circle Awards, den Theatre World Award und den Young Artist Award.
Auch international erhielt das Stück zahlreiche Auszeichnungen, u. a. in Australien, Südkorea und den Niederlanden.
Zahlreiches Lob fand sich auch in der internationalen Presse. So urteilte zum Beispiel zur Londoner Produktion Charles Spencer im Daily Telegraph: „The greatest British musical I have ever seen“ und die Daily Mail bezeichnete das Stück als „theatrical masterpiece“.
Zur Broadway-Produktion urteilte beispielsweise das Time Magazine: „The best musical of the decade.“ und die New York Post befand das Stück als „The best show you will ever see“.

## Entstehung & Hintergründe

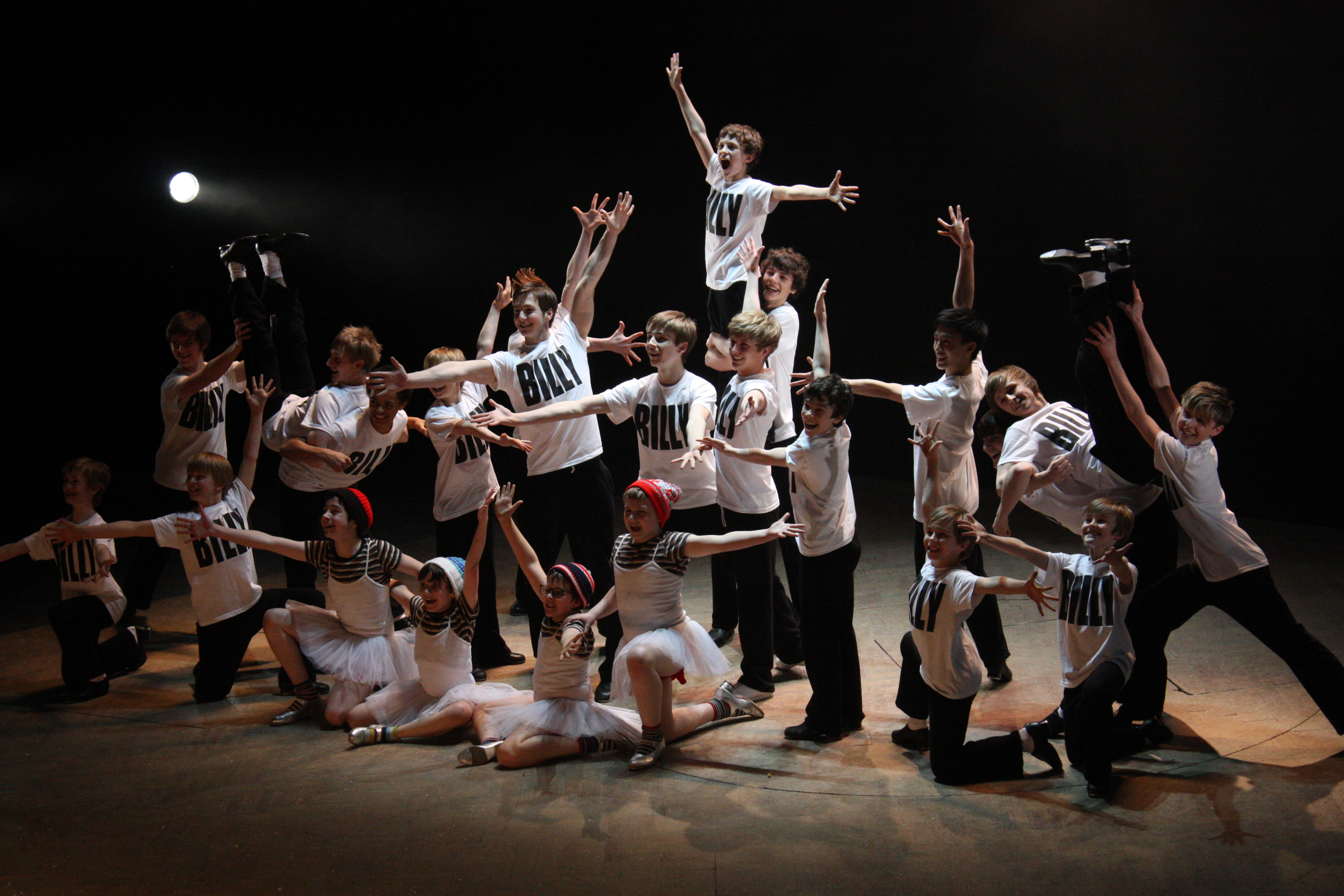
Jubiläumsaufführung am Victoria Palace Theatre im März 2010

- Nachdem Elton John den Film das erste Mal in Cannes gesehen hatte, sprach er gleich Regisseur Stephen Daldry mit der Idee an, ein Bühnen-Musical aus dem Stoff zu machen.[6]

- Die Londoner Musical-Version hatte Produktionskosten von 5,5 Millionen Pfund Sterling. Die Broadway-Version hatte ein Budget von 18 Millionen US-Dollar. Dennoch sind beide Produktionen ein finanzieller Erfolg.[7]

- Am 13. Oktober 2010 wurde im Londoner Victoria Palace Theatre der 3-millionste Besucher begrüßt.[8]

## Tonträger
- Billy Elliot – The Original London Cast Recording (2005) (enthält alle Titel außer Swan Lake)
- Billy Elliot – Special Edition (Doppel-CD, die erste CD ist identisch mit der Original London Cast Recording, die zweite CD enthält drei Titel des Musicals gesungen von Elton John)

## Aufzeichnung
Am 28. September 2014 wurde die Matinee live in zahlreichen Kinos in Großbritannien und anderen Ländern übertragen. In dieser Vorstellung übernahm Liam Mower, einer der ersten drei Darsteller des Billy bei Beginn des Musicals im Jahre 2005, die Rolle des älteren Billy. Zur weiteren Besetzung gehörten u. a. Elliott Hanna als Billy, Ruthie Henshall als Mrs. Wilkinson, Deka Walmsley als Billys Vater, Chris Grahamson als Billys Bruder Tony und Ann Emery als Grandma. Als Zugabe wurde nach dem Finale eine spezielle Choreographie von 25 ehemaligen und aktuellen Darstellern der Titelrolle gezeigt. Diese Aufzeichnung wurde am 24. November 2014 dann auch auf DVD und Blu-ray veröffentlicht.
- Billy Elliot – The Musical Live (2014) (erhältlich auf DVD und Blu-ray)